# Спуа (Об)
Спуа́ (фр. Spoy) — коммуна во Франции, находится в регионе Шампань — Арденны. Департамент — Об. Входит в состав кантона Вандёвр-сюр-Барс. Округ коммуны — Бар-сюр-Об.
Код INSEE коммуны — 10374.
Коммуна расположена приблизительно в 185 км к юго-востоку от Парижа, в 85 км южнее Шалон-ан-Шампани, в 45 км к востоку от Труа.

## Население
Население коммуны на 2008 год составляло 149 человек.
| 1962 | 1968 | 1975 | 1982 | 1990 | 1999 | 2008 |
| ---- | ---- | ---- | ---- | ---- | ---- | ---- |
| 150  | 162  | 125  | 136  | 157  | 154  | 149  |

## Экономика
В 2007 году среди 108 человек в трудоспособном возрасте (15—64 лет) 86 были экономически активными, 22 — неактивными (показатель активности — 79,6 %, в 1999 году было 77,3 %). Из 86 активных работали 77 человек (48 мужчин и 29 женщин), безработных было 9 (3 мужчины и 6 женщин). Среди 22 неактивных 3 человека были учениками или студентами, 9 — пенсионерами, 10 были неактивными по другим причинам.

## Достопримечательности
- Мост, известный как «Римский мост Ландьон». Памятник истории с 1973 года[3]
- Церковь Сен-Дидье (XII век)